# Bitwa pod Dębem
Bitwa pod Dębem – walki polskiego 167 pułku piechoty z oddziałami sowieckich 6. i 56 Dywizji Strzelców w czasie Bitwy Warszawskiej w okresie wojny polsko-bolszewickiej.

## Geneza
Latem 1920 wojna polsko-bolszewicka weszła w krytyczną fazę. Na początku sierpnia wojska sowieckiego Frontu Zachodniego przekroczyły linię Bugu i Narwi, zmierzając w kierunku Wisły.
Naczelny Wódz Józef Piłsudski planował zatrzymać sowiecką ofensywę gwałtownym uderzeniem Frontu Środkowego na południowe skrzydło Frontu Zachodniego. Za obronę północnego odcinka frontu, rozciągającego się od granicy niemieckich Prus Wschodnich do Modlina, odpowiadać miała natomiast nowo utworzona 5 Armia, której dowództwo objął gen. Władysław Sikorski. W skład tego związku operacyjnego wchodziły: 9 Dywizja Piechoty, 17 Dywizja Piechoty, 18 Dywizja Piechoty, 22 Dywizja Ochotnicza, Brygada Syberyjska, 8 Brygada Jazdy, grupa jazdy płk. Gustawa Orlicz-Dreszera. 5 Armii podporządkowano także załogę twierdzy Modlin oraz tzw. Grupę Dolnej Wisły gen. Mikołaja Osikowskiego, zabezpieczającą przedmościa w Wyszogrodzie, Włocławku i Płocku. Naczelny Wódz początkowo przewidział dla 5 Armii wyłącznie zadania obronne.

## Walczące wojska
| Jednostka             | Dowódca                   | Podporządkowanie |
| Wojsko Polskie        |                           |                  |
| VII Brygada Rezerwowa | ppłk Kazimierz Zenkteller | 5 Armia          |
| ⇒ 167 pułk piechoty   | ppłk Władysław Langner    | VII BRez.        |
| Armia Czerwona        |                           |                  |
| 6 Dywizja Strzelców   |                           | 3 Armia          |
| 56 Dywizja Strzelców  |                           | 15 Armia         |

## Walki pod Dębem

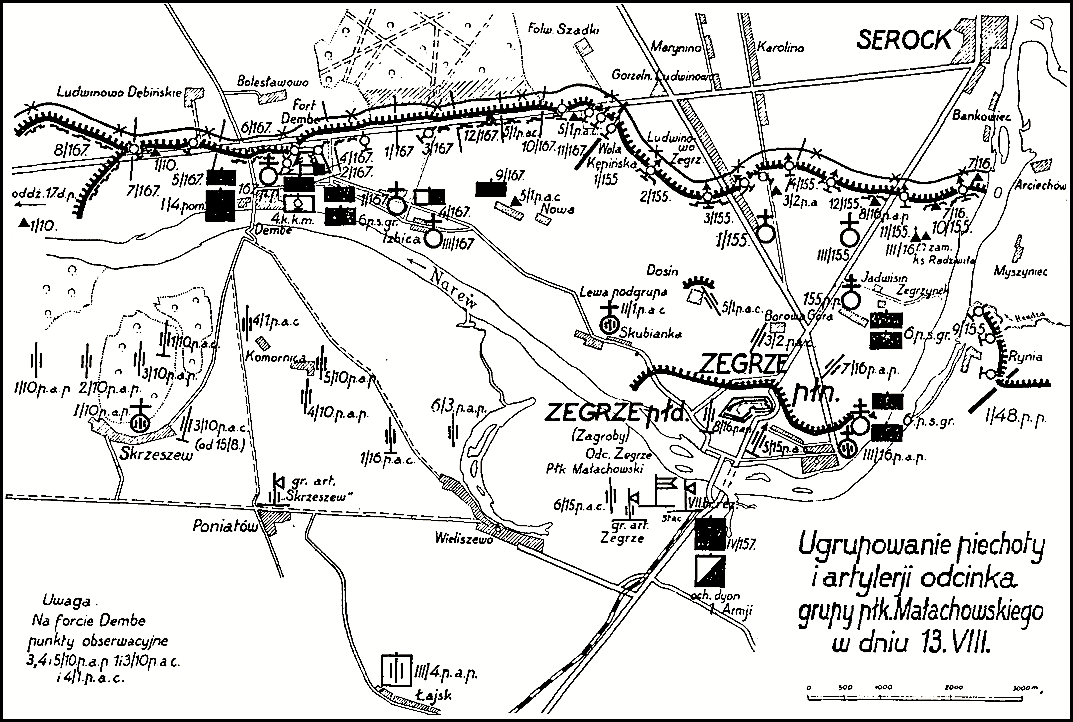
Ugrupowanie piechoty i artylerii w rejonie Dębe – Zegrze 13.VIII.1920

Latem 1920 Dębe było umocnionym przyczółkiem mostowym na prawym brzegu Narwi. Stanowiło ważny punkt obronny trójkąta Modlin – Zegrze – Warszawa. Obrona oparta była na umocnieniach fortu i liniach dawnych niemieckich okopów chronionych zasiekami z drutu kolczastego. Załogę stanowił 167 pułk piechoty ppłk. Władysława Langnera. Zreorganizowany w Jabłonnie pułk 13 sierpnia liczył około 2800 żołnierzy i posiadał 50 ckm-ów. Wsparcie artyleryjskie na przedmościu zapewniały trzy baterie 10 pułku artylerii polowej.
O świcie 14 sierpnia broniące przedmościa oddziały polskie zostały zaatakowane przez oddziały sowieckiej 6 Dywizji Strzelców. Dwa kolejno następujące po sobie ataki zostały odparte na linii zasieków celnym ogniem artylerii polskiej. Po tym niepowodzeniu przeciwnik przeszedł do obrony i okopał się w odległości około dwóch kilometrów od polskich stanowisk. 15 sierpnia wieczorem na fort „Dębe” uderzyły oddziały 56 Dywizji Strzelców, a artyleria sowiecka ostrzelała most na Narwi. Przez całą noc z 15 na 16 sierpnia trwały zacięte walki.

## Bilans walk
Były to ostatnie walki o Dębe. Zagrożone okrążeniem oddziały Armii Czerwonej rozpoczęły odwrót znad Wisły. Na polu bitwy naliczono blisko 300 poległych i ciężko rannych sowieckich żołnierzy.